# Xiphorhynchus obsoletus
A Xiphorhynchus obsoletus a madarak (Aves) osztályának verébalakúak (Passeriformes) rendjébe, valamint a fazekasmadár-félék (Furnariidae) családjába és a fahágóformák (Dendrocolaptinae) alcsaládjába tartozó faj.

## Rendszerezése
A fajt Martin Hinrich Carl Lichtenstein német zoológus írta le 1820-ban, a Dendrocolaptes nembe  Dendrocolaptes obsoletus néven.

## Alfajai
- Xiphorhynchus obsoletus caicarae Zimmer & W. H. Phelps, 1955
- Xiphorhynchus obsoletus notatus (Eyton, 1852)
- Xiphorhynchus obsoletus obsoletus (Lichtenstein, 1820)
- Xiphorhynchus obsoletus palliatus (Des Murs, 1856)[2]

## Előfordulása
Bolívia, Brazília, Kolumbia, Ecuador, Francia Guyana, Guyana, Peru, Suriname és Venezuela területén honos. Természetes élőhelyei a szubtrópusi és trópusi  síkvidéki esőerdők, lombhullató erdők és mocsári erdők, valamint vizes területek. Állandó, nem vonuló faj.

## Megjelenése
Testhossza 21 centiméter, testtömege 24-37 gramm.

## Természetvédelmi helyzete
Az elterjedési területe rendkívül nagy, egyedszáma ugyan csökken, de még nem éri el a kritikus szintet. A Természetvédelmi Világszövetség Vörös listáján nem fenyegetett fajként szerepel.